# 极限保持函数
在数学领域序理论中，经常谈论保持特定极限也就是特定上确界或下确界的函数。粗略的说，这些函数把一个集合的上确界／下确界映射到这个集合的像的上确界／下确界。依赖于满足这种性质函数所在集合的类型，它可以保持有限、有向、非空或仅为任意的上确界或下确界。其中的每个要求都自然和经常的出现在序理论的很多领域中，在这些概念和其他概念比如单调函数之间有各种重要的联系。如果极限保持的蕴涵是倒转的，使得在函数的值域中极限的存在性蕴涵在定义域中的极限的存在性，则这种函数是极限反射。
由于文献中对这些基本概念的定义不总是一致，本文力图明晰之并给出一般性结果和对要点解说。

## 背景和动机
在序理论的很多特定领域中，我们限制于带有特定界限构造是完全的偏序集合类。例如在格理论中，人们感兴趣于所有有限非空子集都有最小上界和最大下界的那些次序。在域理论中，人们关注所有有向子集都有上确界的那些偏序集合。完全格和带有最小元素（“空上确界”）的次序提供了进一步的例子。
在所有这些情况中，极限扮演了理论的中心角色，它由各种学科的特殊应用中对它们的解释所支持。不奇怪人们还感兴趣于指定在这种次序间的适当映射。从泛代数的角度，这意味着人们希望为所考虑的结构找到适当的同态概念。通常通过考虑那些相容于作为各自次序的特征的构造的函数来完成。例如，格同态是保持非空有限上确界和下确界的这种函数，就是说两个元素的上确界／下确界的像就是它们的像的上确界／下确界。在域理论中，人们经常处理保持所有有向上确界的所谓的Scott连续性函数。
下面给出的定义和术语的背景可在范畴论中找到，其中考虑更一般意义的极限（和“上极限”）。极限保持和极限反射函子的范畴论概念完全协调于序理论，因为次序可以被认为是特定种类的小范畴。

## 形式定义
考虑两个偏序集合P和Q，和从P到Q的函数f。进一步的，设S是有最小上界 s的P的子集。则f 保持S的上确界，如果集合f(S) = {f(x) | x ∈ S}在Q中有等于f(s)的最小上界，即
f(sup S) = sup f(S)
注意这个定义由两个要求组成：集合的上确界 f(S)存在并且它等于f(s)。这对应于上面提及的范畴论相应者，但在文献中不总是要求。事实上，在某些情况下人们弱化定义为只要求存在的上确界等于f(s)。但是这里采用上面给出的普通概念并在需要的时候明确的声明其他要求。
从上面给出的基本定义，人们可以推导出广泛的有用的性质。在偏序集合P和Q之间的函数f被称为保持有限、非空、有向或任意上确界，如果它分别保持所有有限、非空、有向或任意集合的上确界。非空有限上确界的保持还可以定义自恒等式f(x∨y) = f(x)∨f(y)，对于所有元素x和y成立，这里假定∨是在两个次序上的全函数。
对偶的，可定义下确界保持的性质。
与极限保持的“相反”条件叫做反射。考虑如上函数f和P的子集S，使得sup f(S)存在于Q中并且等于对某个P的元素s的f(s)。则f 反射S的上确界，如果sup S存在并且它等于s。如同对保持所展示的那样，可以通过考虑特定类的集合S和通过对偶化下确界定义而获得很多额外的性质。

## 特殊情况
从上述定义中导出的一个特殊情况或性质有其他名字或在序理论的某些领域中特别重要。例如，保持空上确界的函数是保持最小元素的函数。进一步的，由于在前面解说的动机，很多极限保持函数作为特定序结构的专用的同态。下面给出其他一些突出的例子。

### 保持所有极限
如果函数保持所有上确界（或下确界）则出现一个有趣的情况。更精确地说，这被表达为声称一个函数保持所有“现存”上确界（或下确界），所考虑的偏序集合不是完全格也可以如此。例如，（单调）伽罗瓦连接有这个性质。反过来说，通过序理论的伴随函子定理，保持所有上确界／下确界的映射只要满足额外的条件就可以被当作伽罗瓦连接的一部分。

### 分配律
格L是分配格，如果对于所有L中的x, y和z，满足
{\displaystyle x\wedge \left(y\vee z\right)=\left(x\wedge y\right)\vee \left(x\wedge z\right)}
但是这只是声称了交函数∧：L -> L 保持二元上确界。在格理论中已知这个条件等价于它的对偶条件，就是说函数∨：L -> L保持二元下确界。以类似的方式，可见到完全Heyting代数的无穷分配律
{\displaystyle x\wedge \bigvee S=\bigvee \left\{x\wedge s\mid s\in S\right\}}
（参见无点拓扑学）等价于交函数∧保持任意上确界。但是这个条件不适用于它的对偶。

### Scott-连续性
保持有向上确界的函数叫做Scott连续性的或有时就叫“连续的”，如果不混淆于数学分析和拓扑学的对应概念的话。在范畴论也能找到对极限保持的术语连续。

## 重要性质和结果
上述极限保持的定义非常强壮。实际上，至少保持两元素链即两个可比较元素的集合的上确界或下确界的所有函数必然是单调的。因此，所有上述规定的特殊保持性质都引发单调性。
基于某些极限可以被以其他极限来表达的事实，人们可以推导在保持性质之间的联系。例如函数f保持有向上上确界当且仅当它保持所有理想的上确界。进一步的，来自其中所有非空有限上确界存在的偏序集合（所谓的sup-半格）的映射f保持任意上确界，当且仅当它保持有向和有限制（可能为空）上确界二者。
但是，保持所有上确界的函数也保持所有下确界或反之都不是真的。